# Aiyura
Aiyura är ett släkte av fjärilar. Aiyura ingår i familjen Crambidae.
Kladogram enligt Catalogue of Life:
| Aiyura | \| \| Aiyura linoptera \| \| \| \| \| \| Aiyura pyrostrota \| \| \| \| |
|        | \| \| Aiyura linoptera \| \| \| \| \| \| Aiyura pyrostrota \| \| \| \| |
|        | Aiyura linoptera                                                       |
|        |                                                                        |
|        | Aiyura pyrostrota                                                      |
|        |                                                                        |